# Раваловиці
Раваловиці (пол. Rawałowice) — село в Польщі, у гміні Коцмижув-Любожиця Краківського повіту Малопольського воєводства.
Населення — 318 осіб (2011).
У 1975-1998 роках село належало до Краківського воєводства.

## Демографія
Демографічна структура станом на 31 березня 2011 року:
|          | Загалом | Допрацездатний вік | Працездатний вік | Постпрацездатний вік |
| -------- | ------- | ------------------ | ---------------- | -------------------- |
| Чоловіки | 160     | 32                 | 106              | 22                   |
| Жінки    | 158     | 25                 | 95               | 38                   |
| Разом    | 318     | 57                 | 201              | 60                   |